# Villemoisson-sur-Orge
Villemoisson-sur-Orge é uma comuna francesa situada a vinte e três quilômetros a sul de Paris, no departamento de Essonne na região da Ilha de França. Ela é parte da comunidade de aglomeração Cœur d'Essonne Agglomération.
Seus habitantes são chamados Villemoissonnais.

## Geografia

### Comunas limítrofes
A comuna é limítrofe de Épinay-sur-Orge ao norte, Savigny-sur-Orge ao nordeste, Morsang-sur-Orge ao sudoeste e Sainte-Geneviève-des-Bois ao sudoeste.

## Toponímia
Villa Moissun em 1120, Villa Moissun, Villa Muissun no século XII, Villa Messionis no século XV, Villa Messis.
A cidade foi fundada em 1793 sob o simples nome de Villemoisson, a menção de que o Orge foi adicionado em 1801 no Bulletin des lois.

## História
Enquanto que a pequena aldeia de Sainte-Geneviève se localizava na extremidade oposta da floresta de Séquigny, no limite atual de Sainte-Geneviève-des-Bois, uma vila galo-romana, pode ser a origem de Villemoisson. Ela se encontra não muito longe do pont de la Fouille, nome que evoca muitas descobertas arqueológicas. Em suas ruínas foram desenterrados uma estatueta, uma chave, moedas. Esta villa foi incendiada na época das grandes invasões: as duas partes marcam o início e o fim de sua existência.
De acordo com o padre Lebeuf, Villemoisson foi a "paróquia mãe da região", ela se estendia até Bondoufle e Fleury. No século XIII, foi desmembrada pela criação da de Sainte-Geneviève-des-Bois que era ligada a Morsang-sur-Orge. O cartulaire de Longpont revela os nomes dos mais antigos senhores conhecidos de Villemoisson: Eudes (Oddo), Guy (Guido) e Thierry (Teodericus).
O senhorio de Villemoisson, incluído no condado de Montlhéry, era vassalo de Le Mée-les-Melun no século XIV e isso continuou até a queda do Antigo Regime.
Em 1314, em Filipe o Belo, quando Enguerrando de Marigny arruinou o poder dos templários, o rei concede-lhe uma anuidade a ser levada em sua propriedade, em Villemoisson. A presença de vestígios templários, na comenda de Balizy sendo estabelecida, é razoável pensar que naquele tempo Villemoisson estava sob a dependência desta ordem. Em 1356, Perrin de l'Yvette foi relatado para ter participado no pagamento do resgate de João o Bom, ele foi nomeado senhor de Villemoisson e de Epinay correspondente a uma parte dos territórios dos templários na região.
No final do século XIV, Jehan e Guy de Giresmes eram os senhores da Villemoisson, esta família donde um dos membros foi um comandante da Ordem de Malta, de estar presente em Sena e Marne. Sob o antigo regime a região dependia da gendarmaria de Melun.
A área de Villemoisson, misturando-se, em seguida, para Jean Fourqaut, senhor de Montpipeau, du Perray e Cochet (1414). Christophe Fourqaut substitui Guy de Giresmes por volta de 1480. Em 1508, chegam a família Barbeau incluindo Henry que se casou com Laurette Fourquaut, filha de Christophe. Madeleine Barbeau a última herdeira dos senhores de Villemoisson, esposa em 1588 Louis de La Ferte. Portanto, a área está se tornando um feudo anexo. Em 1596, Jehan da la Fosse fez a aquisição de Villemoisson, depois em 1598 de Sainte-Geneviève-des-Bois, onde vai ser a mansão senhorial.
Em 1628, Antoine Boyer, um dos ancestrais de nove soberanos ou chefes de casas atuais, se tornou comprador de dois senhorios. Em 1659, seu filho, Antônio, "na forma de um contrato de câmbio", para mediante finança, pagou e deu o senhorio para a família de Noailles, dos quais quatro membros têm se sucedido: Anne, Anne Jules, Jean Emmanuel e Adrien Maurice. No entanto, os senhores de Villemoisson não se interessaram porque eles eram proprietários de importantes domínios na França. Elas são colocados em arrendamento a Monnerot e Bartel de Bonneval, que têm confiado na mordomia para os outros para explorar os habitantes que deviam por seu trabalho para beneficiar a todo mundo.
Em 1734, a terra passaram à madame Marguerite Pélagie Danican, viúva de Michel Amelot. Após sua morte, seu filho, para pagar as dívidas de sua mãe, vendeu as propriedades para Pierre Durey d’Harnoncourt, já senhor de Morsang-sur-Orge. Até a queda do antigo regime Sainte-Geneviève, Villemoisson, e Morsang  tiveram um senhor comum. Em 1767, Louise Bernarde d’Harnoncourt, graças à desistência de seu irmão, traz três senhorios para Jean Louis Bertier de Sauvigny. Seu filho, Louis Bénigne foi o último senhor, em 1789, ele foi uma das primeiras vítimas da Revolução.
Durante a Revolução, os Villemoissonnais pediram pela supressão dos pombos devastadores das colheitas, a destruição das grandes árvores ao longo das estradas, trazendo sombra para as culturas, o livre acesso às estradas principais na maior parte proibidas pelo senhor para seu uso pessoal e para a caça. Desde este período e no século XIX, o município teve a necessidade de abordar a integridade da comuna. Ela disputou seus direitos de uso aos proprietários, o acesso às vias sobre todo o seu território, algumas dos quais eram pretendidas privadas. Assim, no início do século XX, uma sentença decretou que as vias da floresta de Séquigny pertencem uma vez que ao rei são agora propriedade da Nação.

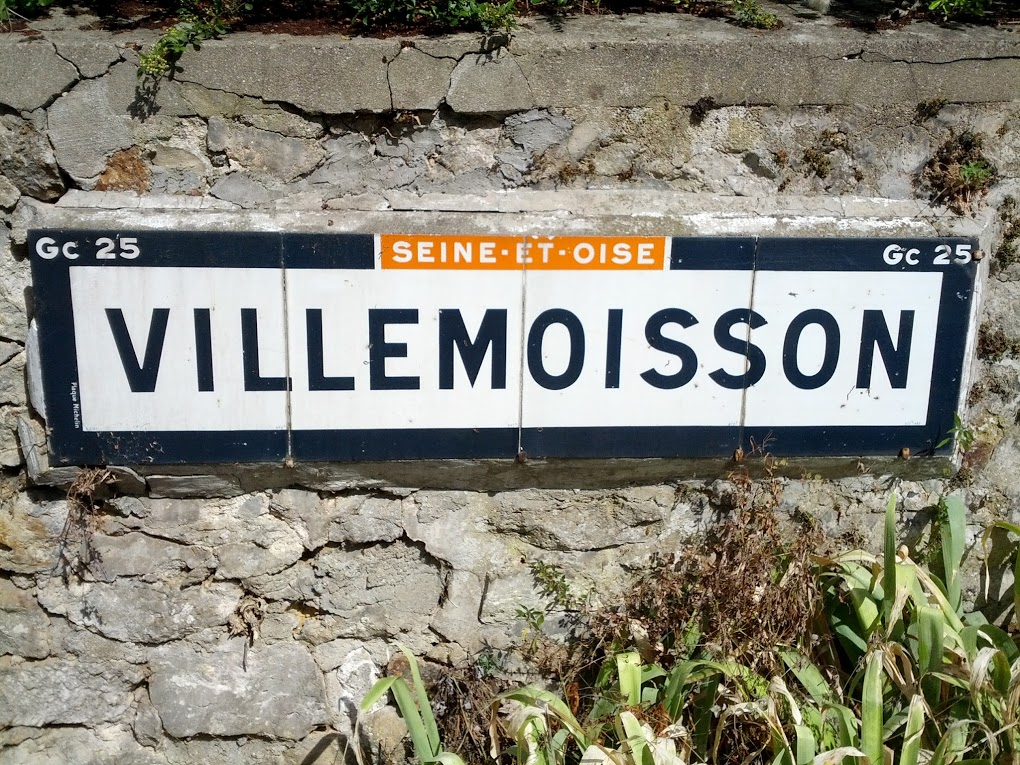
Antiga placa mencionando o departamento de Sena e Oise se situando na rue de la Garenne em Villemoisson-sur-Orge.

O século XX foi a urbanização do planalto. Em sua primeira metade, foi o loteamento do Bois de Villemoisson: a floresta deu lugar a uma zona residencial. Em seguida no segundo, o da la Plaine e a criação de seu centro da cidade, que emergiu ao fim de trinta anos de esforços, debates, palestras entre 1955 e 1985. Foi uma mutação de uma vila rural no interior da aglomeração que tem definitivamente em forma atual Villemoisson. A lei Guichard que proíbe os grandes conjuntos tinha que salvar Villemoisson do estabelecimento de uma cidade desproporcional e lhe permitir para manter o seu caráter de parque habitado.

## Demografia
Villemoisson-sur-Orge desenvolveu associações de geminação com:
- Bad Schwartau (Alemanha), localizada a 824 quilômetros;[4]
- Saint-Émile (Quebec), localizada a 5 297 quilômetros.[5]

## Cultura e patrimônio

### Patrimônio ambiental
Os bancos do Orge e do bosque a oeste do território têm sido identificados como espaços naturais sensíveis pelo Conselho geral de Essonne.

### Patrimônio arquitetônico
A comuna conta com uma obra considerado pelo arquiteto Hector Guimard, que além da ornamentação das entradas dos metrôs, fez o Castelo de Orgeval, situado na avenue de la Mare-Tambour. É atualmente uma propriedade privada.

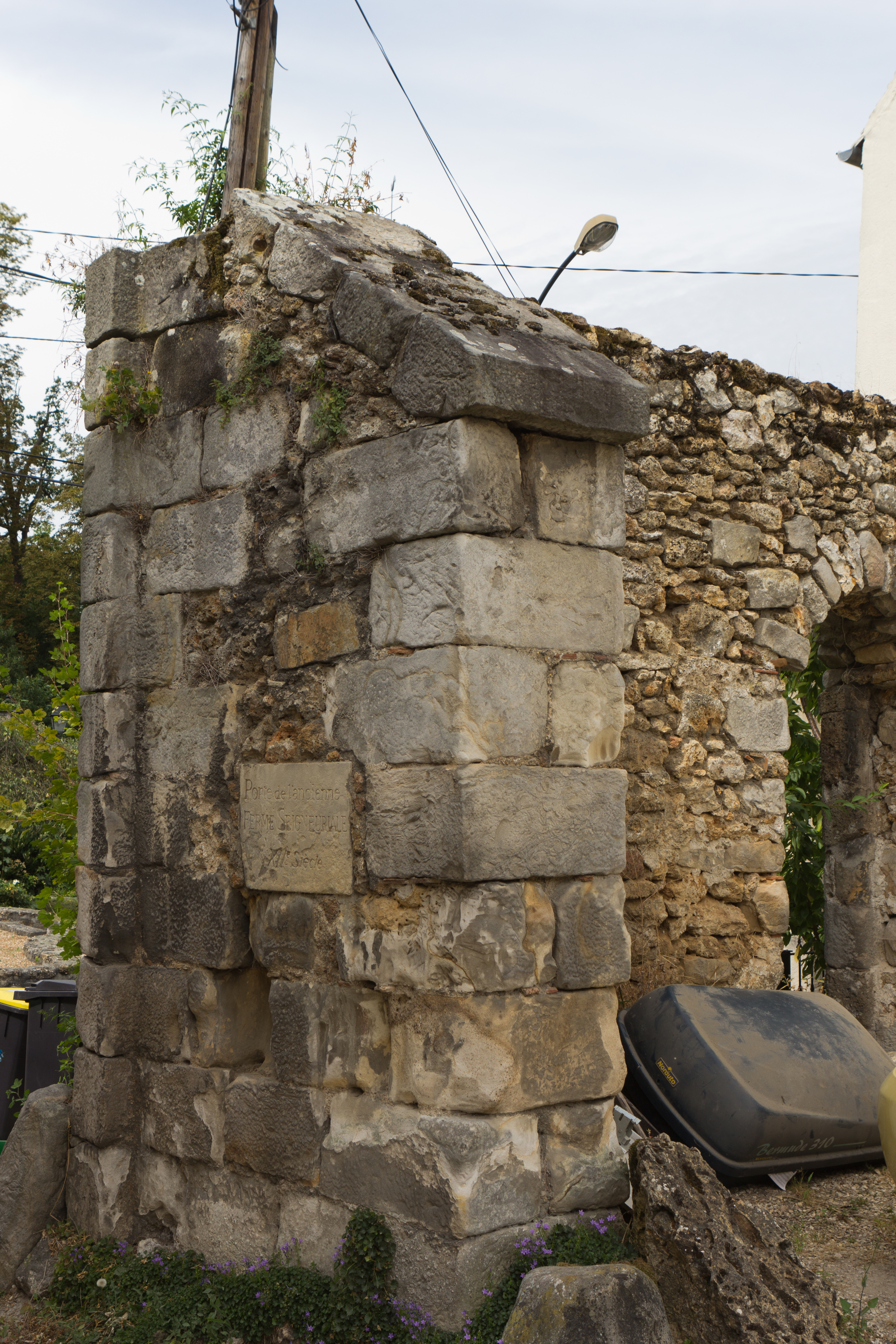
A porta da antiga fazenda senhorial.

- A igreja, reconstruída em 1768, por iniciativa de Pierre Durey d'Harnoncourt, então senhor de Villemoisson, é o sucessor de um primeiro edifício do século XIV, da qual só resta a torre do sino.
- A porta da antiga fazenda senhorial (século XII), a antiga mansão dos senhores de Villemoisson chamado "fief du Sauvage". Tornou-se fazenda senhorial quando os senhores da Villemoisson viveram fora do senhorio. Um forno de pão, localizada no interior, inutilizado, não foi restaurado.
- O castelo (séculos XVII e XX), nunca foi habitado pelos senhores de Villemoisson; construído por um inquilino para quem o senhorio foi atribuído o arrendamento, um deles afirmando ter visto logo que seu feudo foi apreendido. Alguns dos proprietários eram os senhores, em parte, da Perray. Chamado feudo de Beaumont com o nome de seu proprietário, um Comerciante de Beaumont, depois "château de Villemoisson". Mme Hérault, avó de Marie-Jean Hérault de Séchelles, convencional e o redator da Constituição de 1793, aí viveu de 1750 a 1770. O último marquês de Bassompierre, prefeito da comuna, residiu de 1813 a 1837.
- Le Vieux Logis ou senhorial da Capela, construída nos XVII por Christopher Joguet de la Chapelle do tamanho do receptor para Clemecy.
- O Colégio (séculos XVII e XIX), chamado por engano "Château Gaillard", o edifício é descrito em um terrier como uma fazenda. Seu projeto atual, devido sem dúvida à família Lisfranc de Saint-Martin, data do século XIX.
- O castelo de Orgeval, datado de 1887, o primeiro prémio no concurso de fachadas da Cidade de Paris foi inscrito nos monumentos históricos em 15 de janeiro de 1975.[7] Construído por Laurent, principal promotor do Bois de Villemoisson, sobre os planos do arquiteto Hector Guimard, famosa por outras conquistas e pela concepção das antigas entradas do metrô.
- Antigo presbitério (século XVII), bem nacional durante a Revolução.
- A Escola de 1832, as lições do mestre de uma escola de dados em um local fazenda senhorial. No início da Revolução, um mestre no secular professa na reitoria. É necessário esperar até 1831, que o prefeito do tempo requer urgente e escola primária, mas comuns, de recursos, são insignificantes, porque dificultada pelas despesas da guarda nacional e o encargo do vigário. Em 1832, no entanto, uma modesta escola foi construída, bem como a apresentação de um professor da escola.
- Antiga prefeitura-escola (1879), a pequena escola construída em 1832, e rapidamente se prova insuficiente.
- Quartier des Franchises, ao tempo de Carlos Magno uma grande comunidade existia em Breuil (Epinay) se estendendo em ambos os lados da Orge. Saint-Germain-des-Prés foi uma das primeiras abadias a conceder franquias de seu patrimônio, incluindo a de Breuil.
- A Antiga vila (parte da avenida Guy-Môquet), a implantação das casas mudou muito pouco desde o século XVIII, talvez até mesmo alguns são anteriores. Basta comparar "plano de intendência" da época ao plano cadastral atual.

### Personalidades ligadas à comuna
- Louis-François de Bausset (1748-1824), cardeal e literato
- Patrick Sebastian (1953-), comediante e apresentador de televisão.